# Věžná (Pelhřimov)
Věžná é uma comuna checa localizada na região de Vysočina, distrito de Pelhřimov.